# Roesalka (mythisch wezen)

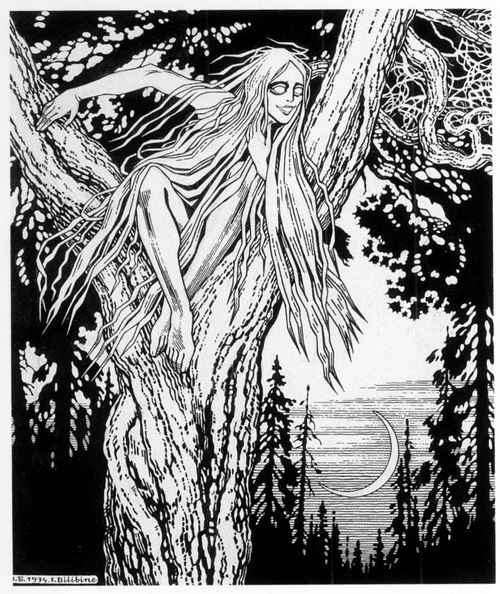
Een roesalka, getekend door Ivan Bilibin, 1934

Een roesalka (meervoud: roesalki) is een mythisch wezen uit  de Slavische mythologie. 
Volgens de bekendste verhalen zijn het visvrouwen die zich ophouden in rivieren. Andere verhalen omschrijven hen juist weer als vrouwelijke geesten, waternimfen, of meerminachtige demonen. Wat wel in alle verhalen terugkomt is dat ze in rivieren leven en mannen die zich in hun buurt waagden het water in zouden lokken met het plan hen te verdrinken.
Roesalki ontstaan uit vrouwen die op een gewelddadige manier en voor hun tijd gekomen is zijn gestorven. Ze moeten hun resterende tijd op aarde doorbrengen als roesalki, maar kunnen soms wel eerder rust vinden als ze hun dood wreken. Ook ongedoopte kinderen die werden verdronken door hun moeder zouden veranderen in roesalki.

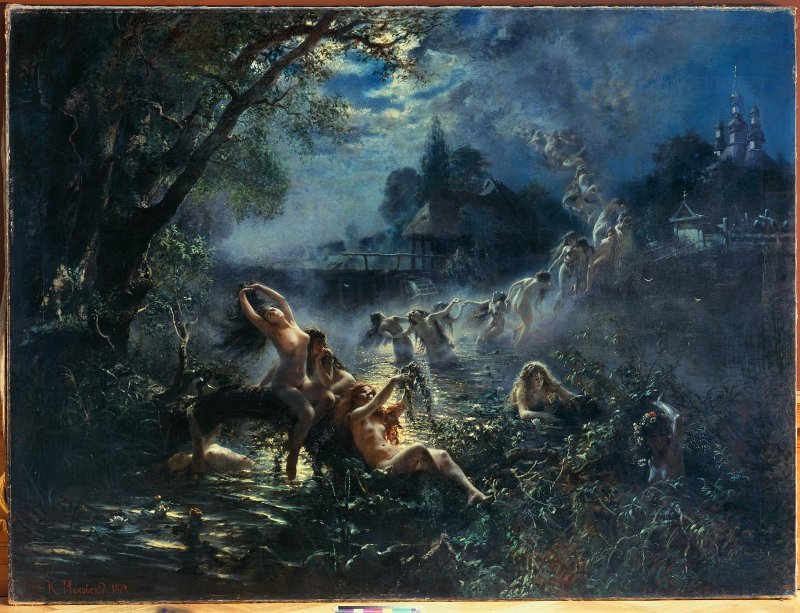
Roesalki van Konstantin Makovski, 1879